# Antitussif

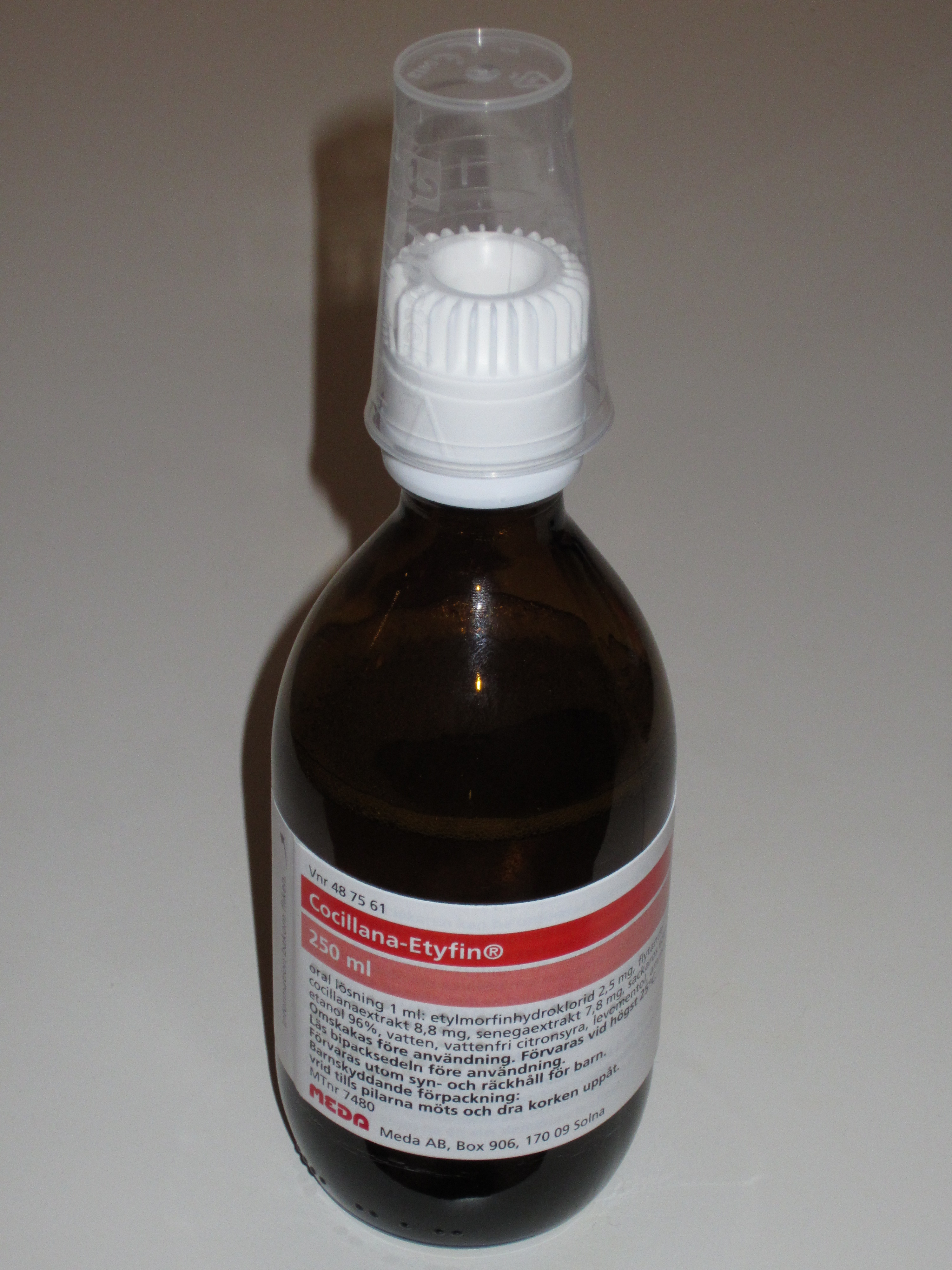
Cocillana (Ethylmorphine)

Un antitussif ou béchique est un médicament ayant pour vocation d'arrêter la toux.
Le type de médicament choisi pour lutter contre la toux dépendent de la nature de cette dernière :
- les toux sèches sont traitées par des suppresseurs de la toux (antitussifs) qui suppriment le besoin urgent de tousser ;
- les toux productives ou toux grasses (toux associées à des expectorations) sont traitées avec des expectorants, médicaments visant à produire et expulser le mucus de la trachée, mais ne le sont pas avec des antitussifs. Il est bon de noter que les expectorants et mucolytiques n'ont pas d'efficacité scientifique prouvée, leur intérêt est donc limité[1],[2].

Lorsque la toux est productive, elle est souvent bénéfique car permet l'évacuation du pathogène ou de l'allergène. Les antitussifs sont donc à éviter le plus possible sur des toux non sèches,.

## Antitussifs
Les suppresseurs de la toux peuvent agir de façon centrale (sur le centre médullaire de la toux) ou locale (sur le tractus respiratoire) pour supprimer le réflexe de la toux.
Les suppresseurs périphériques comprennent les anesthésiques locaux qui réduisent la sensation des nerfs de la gorge, et des adoucissants qui revêtent l'arrière de la gorge.
Les suppresseurs centraux comprennent les antitussifs opiacés et les antitussifs antihistaminiques.

### Antitussifs opiacés
Cette classe comprend de nombreuses molécules comme le dextrométhorphane, la noscapine, l'éthylmorphine, la pholcodine et la codéine. La majeure partie des opioïdes ont un effet antitussif mais ne sont pas ou plus utilisés pour des raisons de dépendance (morphine, hydrocodone ou méthadone par exemple).
La pholcodine, un dérivé morphinique antitussif légèrement moins efficace que la codéine mais moins sédatif, a été retiré du marché français en 2022 à la suite d'allergies graves causées par la pholcodine lors de l'administration de curare, très utilisé lors d'anesthésie générale,.
L'héroïne a longuement été commercialisé en tant qu'antitussif, dès 1898 par Bayer, qui a arrêté sa production en 1940.

### Antitussifs antihistaminiques
Cette classe comprend l'oxomémazine et la prométhazine.

### Autre antitussifs
Certains antitussifs ne sont ni des dérivés opioïdes ni des antihistaminiques. Ils présentent des effets indésirables et une efficacité plus faible que ces derniers.
- Hélicidine
- Pentoxyvérine
- Oxéladine

## Efficacité

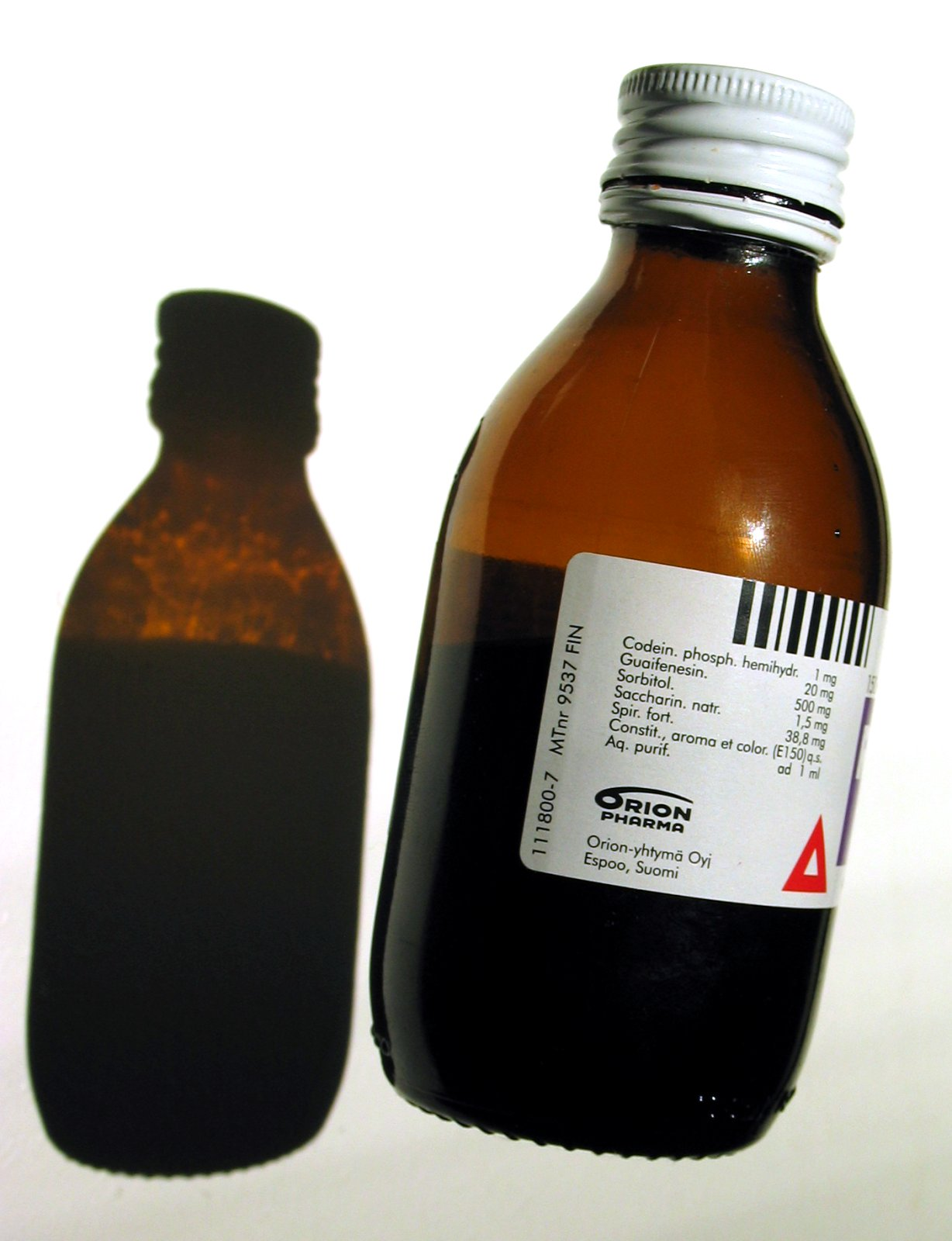
Un flacon de médicament de marque Recipect® contre la toux en vente libre en Finlande et en Estonie.

L'efficacité des antitussifs est sujette à débat, en particulier chez l'enfant,. Une étude, réalisée en 2008, a conclu que « Il n'y avait pas de bonnes preuves pour ou contre l'efficacité des médicaments en vente libre contre la toux aiguë ». En 2001, une méta-analyse a indiqué que certains médicaments contre la toux n'étaient peut être pas plus efficaces que les placebo pour la toux aiguë chez l'adulte, y compris la toux liée aux infections respiratoires hautes. L'American College of Chest Physicians (en) a publié une directive concernant la coqueluche, une toux est causée par des bactéries et pouvant durer des mois en 2006,. La directive fait remarquer que les médicaments contre la toux disponibles ne sont pas conçus pour traiter la coqueluche ou les bactéries responsables. Bien que l'efficacité ou l'inefficacité des antitussifs ne soit pas concluante pour les enfants de plus de 2 ans, un certain nombre de facteurs, y compris les surdoses accidentelles et les effets indésirables connus, conseillent la prudence dans la prescription de ces derniers chez l'enfant.

## Médecines traditionnelles
Parmi les antitussifs autrefois fabriqués à partir de plantes ou autres éléments naturels figurent :
- la salicaire commune[15].